# Ceriana antipoda
Ceriana antipoda är en tvåvingeart som först beskrevs av Jacques-Marie-Frangile Bigot 1860.  Ceriana antipoda ingår i släktet griffelblomflugor, och familjen blomflugor. Inga underarter finns listade i Catalogue of Life.